# Linda Ørmen
Linda Ørmen (* 22. März 1977) ist eine ehemalige norwegische Fußballspielerin.

## Karriere

### Vereine
Ørmen begann im Alter von sechs Jahren für den in Råde ansässigen Råde Idrettslag – gemeinsam mit Jungen – mit dem Fußballspielen. Von 1991 bis 1992 gehörte sie der Jugendmannschaft des Sprint/Jeløy Sportsklubb Kvinner an. 
Im Alter von 15 Jahren wurde sie in die erste Mannschaft von Sprint Jeløy SK aufgenommen, mit der sie in der seinerzeitigen 1. Divisjon, der höchsten Spielklasse im norwegischen Frauenfußball, Punktspiele bestritt und am Ende der Spielzeit 1993 die Meisterschaft gewann. Am Ende der Spielzeiten 1994 und 1996 (unter der Spielklassenbezeichnung Eliteserien) belegte sie mit ihrer Mannschaft jeweils den dritten Platz.
Der am 27. Dezember 1996 gegründete und eigenständige Frauenfußballverein FK Athene Moss ersetzte ab der Spielzeit 1997 die aufgelöste Frauenfußballabteilung des Sprint/Jeløy SK (ebenfalls aus Moss) und wurde der neue Verein von Ørmen. In den Spielzeiten 1998 und 1999 belegte sie mit der Mannschaft jeweils den dritten Platz in der Eliteserien. Im Jahr 1999 wurde das Pokalfinale gegen Trondheims-Ørn SK verloren. 
Ørmen begab sie im Jahr 2000 nach Kolbotn, wo sie für den Kolbotn IL in den Spielzeiten 2000 und 2001 in der höchsten, nunmehr Toppserien genannten, Spielklasse aktiv war.
2002 spielte sie das erste Mal im Ausland – für New York Power – in der erst zweiten Spielzeit der nordamerikanischen Profiliga WUSA, in der sie zwei Tore in 14 Punktspielen erzielte.
Im Jahr 2003 nach Norwegen zurückgekehrt, war sie noch einmal in der Toppserien aktiv, diesmal für Asker Fotball, bevor sie im Alter von 26 Jahren ihre Spielerkarriere beendete.

### Nationalmannschaft
Nachdem Ørmen für die Nachwuchsnationalmannschaften des NFF in den Altersklassen U16, U20 und U21 bereits Länderspiele bestritten hatte, debütierte sie am 18. Januar 1998 in Guangzhou beim 2:1-Sieg über die Nationalmannschaft Chinas bei der Premiere des Vier-Nationen-Turniers in China. Im März nahm sie mit der Mannschaft am Turnier um den Algarve-Cup 1998 teil und kam in allen vier Turnierspielen, einschließlich des Finales, das mit 4:1 gegen die Nationalmannschaft Dänemarks gewonnen wurde, zum Einsatz. Bei der siebten, achten und neunten Austragung 2000, 2001 und 2002 wurde sie ebenfalls eingesetzt.
Sie nahm ferner an der Weltmeisterschaft 1999 in den Vereinigten Staaten teil und wurde im zweiten Spiel der Gruppe C, beim 7:1-Sieg über die Nationalmannschaft Kanadas eingesetzt. Auch 2003 gehörte sie zum WM-Kader, bestritt alle Spiele der Gruppe B sowie das mit 0:1 verlorene Viertelfinale gegen die US-amerikanische Nationalmannschaft.
Des Weiteren bestritt sie alle drei Spiele der Gruppe B und das mit 0:1 verlorene Halbfinale gegen die Nationalmannschaft Deutschlands während der Europameisterschaft 2001. Ihr letztes Länderspiel war zugleich ihr 50. Länderspiel, das in Las Rosaz, beim 2:0-Sieg im Freundschaftsspiel gegen die Nationalmannschaft Spaniens, am 16. November 2003 mit einem Sieg endete.

## Erfolge
- Algarve-Cup-Sieger 1998, -Finalist 2000, 2002
- Norwegischer Meister 1993 (mit Sprint/Jeløy SK)
- Norwegischer Pokalfinalist 1999 (mit FK Athene Moss)